# Lamachus (geslacht)
Lamachus is een geslacht van insecten uit de orde vliesvleugeligen (Hymenoptera) en de familie Ichneumonidae.

## Soorten
- L. albopictus Cushman, 1937
- L. alpinator Aubert, 1970
- L. angularius (Davis, 1897)
- L. australis (Schmiedeknecht, 1914)
- L. coalitorius (Thunberg, 1822)
- L. consimilis (Holmgren, 1857)
- L. contortionis Davis, 1897
- L. cruralis (Gravenhorst, 1829)
- L. dispar (Holmgren, 1857)
- L. eques (Hartig, 1838)
- L. frutetorum (Hartig, 1838)
- L. gelriae Teunissen, 1953
- L. gilpiniae Uchida, 1955
- L. iwatai Momoi, 1962
- L. jusseli Schmiedeknecht, 1914
- L. lophyri (Ashmead, 1898)
- L. pini (Bridgman, 1882)
- L. ruficoxalis (Cushman, 1919)
- L. sheni Sheng & Sun, 2007
- L. splenditor Aubert, 1989
- L. transiens (Ratzeburg, 1852)
- L. tsugae Cushman, 1939
- L. virginianus (Rohwer, 1915)
- L. virgultorum (Gravenhorst, 1829)